# Cavall de guerra (pel·lícula)
Cavall de guerra (originalment en anglès, War Horse) és un pel·lícula estatunidenca de Steven Spielberg estrenada el dia de Nadal de 2011 als Estats Units. És l'adaptació de la novel·la juvenil War Horse de Michael Morpurgo, publicada el 1982 a la Gran Bretanya. S'ha doblat al català.
Aquesta pel·lícula ret homenatge als vuit milions de cavalls sacrificats durant la Primera Guerra mundial.

## Argument
El jove Albert és molt proper al seu cavall Joey. Però en aquells temps de la Primera Guerra mundial, l'animal és venut a la cavalleria britànica i enviat al front; passa doncs del camp de llaurar al camp de batalla. Joey viu una aventura atípica; acompanyant soldats al front, descobreix l'horror de la guerra, abans de ser capturat per les forces alemanyes, per ser utilitzat en combats. Durant el seu periple, Joey no deixa ningú indiferent, ja que, per la seva presència i el seu comportament, dona esperança als soldats que l'envolten. Albert, encara que és massa jove per allistar-se, decideix, malgrat tot, llançar-se a una missió per salvar el seu cavall, i portar-lo amb ell...

## Repartiment
- Jeremy Irvine: Albert Narracott
- Tom Hiddleston: capità Nichols
- Benedict Cumberbatch: major Stewart
- Emily Watson: Rose Narracott, la mare d'Albert
- David Thewlis: Lyons
- Stephen Graham: sergent Sam Perkins
- David Kross: Gunther
- Geoff Bell: sergent Sam Perkins
- Peter Mullan: Ted Narracott, el pare d'Albert
- Niels Arestrup: avi
- Patrick Kennedy: Tinent Charley Waverly
- Nicolas Bro: Friedrich
- Toby Kebbell: Geordie
- Rainer Bock: Brandt
- Robert Emms: David Lyons
- Céline Buckens: Emilie, la francesa
- Irfan Hussein: sergent Major Singh
- Leonhard Carow: Michael
- Matt Milne: Andrew Easton
- Eddie Marsan: sergent Fry
- Gary Lydon: Si Easton
- Tony Pitts: sergent Martin
- Irfan Hussein: sergent major Singh
- Pip Torrens: major Tompkins
- Peter O'Connor: Peter
- Gerard McSorley: un participant en la subhasta
- Liam Cunningham: metge militar
- Hinnerk Schönemann: soldat alemany
- Sebastian Hülk: oficial alemany a la granja
- Philippe Nahon: un participant francès a la subhasta
- Jean-Claude Lecas: el carnisser
- Justin Brett: el motociclista

## Producció

### Spielberg i la seva relació amb l'obra
- Emocionat per la peça Cavall de guerra  treta de la novel·la homònima de Michael Morpurgo, autor britànic de literatura juvenil, Steven Spielberg decideix adaptar per a la televisió aquesta emocionant història d'amistat entre un noi i el seu cavall.
- Kathleen Kennedy, la productora habitual de Steven Spielberg des de 1982, li va lloar la peça, que va agradar de seguida a Steven Spielberg, el qual immediatament va decidir de fer-ne una pel·lícula. Kathleen Kennedy va descobrir ella mateixa l'obra anant a veure-la amb els seus fills.
- Steven Spielberg reconeix no muntar a cavall, encara que en posseeixi una dotzena, sobretot pel plaer de la seva filla de 14 anys i de la seva dona.

### Rodatge

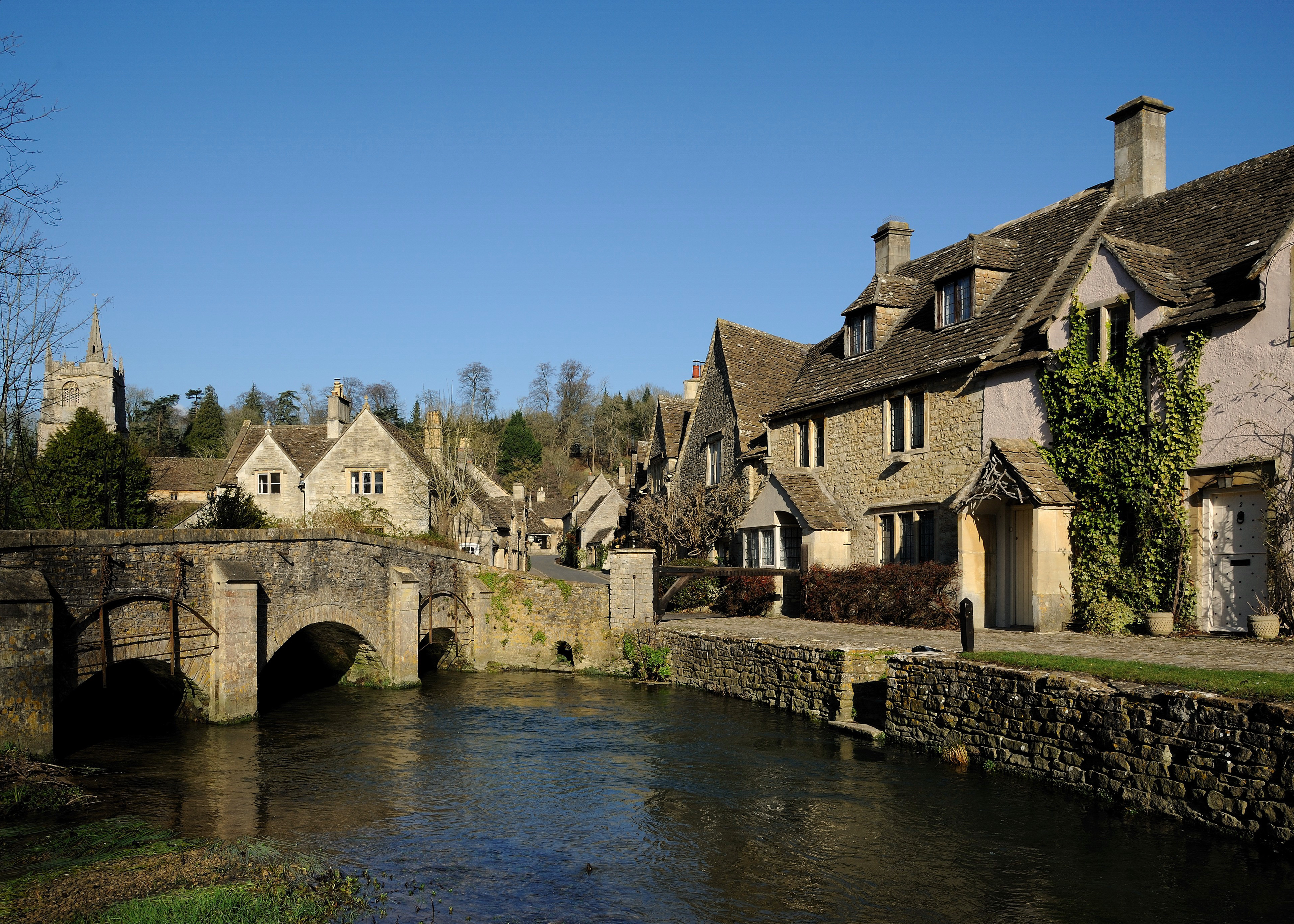
Castle Combe

- Aquesta pel·lícula va necessitar 400 persones treballant en el plató, i una quinzena de cavalls.
- Steven Spielberg va instaurar una organització molt estricta durant el rodatge, dirigeix el plató de manera molt precisa, la improvisació hi és proscrita, i el timing regulat com un rellotge suís.

Llocs de rodatge
- La pel·lícula és rodada a Castle Combe, un petit poble situat a alguns quilòmetres de Bristol a la Gran Bretanya, en el comtat de Wiltshire, considerat segons els turistes que hi van com a

| « | el poble més bonic d'Anglaterra | » |

 Steven Spielberg va decidit de rodar-hi, ja que el poble sembla encara d'època, i la naturalesa és salvatge, la qual cosa ofereix molt bones condicions per rodar una pel·lícula d'època, aquí sobre la Primera Guerra mundial. D'altra banda, hi han estat rodades les escenes de pel·lícules recents, com Wolfman i Stardust, i anteriorment, L'Extravagant Doctor Dolittle.

### Guió
A mil llegües de les pel·lícules d'efectes especials de les quals és l'amo, Steven Spielberg es retroba amb una verdadera estètica pictòrica, tan simple com treballada. En efecte, la pel·lícula és estructurada al voltant d'episodis, de quadres que conten petites històries que, posades l'una al costat de l'altra, formen un relat més ampli. La decoració és doncs actor de la pel·lícula. Més ben dit, permet traduir el que prova i el que va veure el cavall.
Gràcies a aquesta estructura en episodis, l'espectador és transportat al moll de l'os de les trobades i de les experiències del cavall, cosa que permet Spielberg anar més enllà del conflicte i de les nocions de "bo" o de" dolent fent de la guerra un absurd.

## Inexactitud històrica
La pel·lícula perpetua una idea falsa: quan Joey és ferit el 1918, un metge afirma: «no hi ha veterinaris. Ja no queden quasi cavalls.». Si el cavall no és utilitzat com animal de combat el 1918, hom se'n serveix sempre com a animal de tracció. Els bel·ligerants utilitzen de fet més cavalls al final de la guerra que al principi. Amb tot, el guió està basat en un fet verídic, les peripècies que van haver de viure els cavalls durant la Primera Guerra Mundial, tant en els fronts de combat com en tasques auxiliars de transport, càrrega o albirament de les forces de totes les parts combatents.

## Premis i nominacions

### Nominacions
- 2012. Oscar a la millor pel·lícula
- 2012. Oscar a la millor banda sonora per John Williams
- 2012. Oscar a la millor direcció artística per Lee Sandales i Rick Carter
- 2012. Oscar a la millor fotografia per Janusz Kaminski
- 2012. Oscar a la millor edició de so per Richard Hymns i Gary Rydstrom
- 2012. Oscar al millor so per Gary Rydstrom, Andy Nelson, Tom Johnson i Stuart Wilson
- 2012. Globus d'Or a la millor pel·lícula dramàtica
- 2012. Globus d'Or a la millor banda sonora original per John Williams
- 2012. BAFTA a la millor fotografia per Janusz Kaminski
- 2012. BAFTA a la millor música per John Williams
- 2012. BAFTA al millor disseny de producció per Lee Sandales i Rick Carter
- 2012. BAFTA al millor so per Gary Rydstrom, Andy Nelson, Tom Johnson, Stuart Wilson i Richard Hymns
- 2012. BAFTA als millors efectes visuals per Neil Corbould i Ben Morris